# Brian Austin Green
Brian Austin Green (Van Nuys, Kalifornija, 15. srpnja 1973.) je američki televizijski glumac najpoznatiji po ulozi Davida Silvera u popularnoj američkoj teen seriji iz 90-tih "Beverly Hills, 90210".

## Karijera
Rodio se u losanđeleskom predgrađu Van Nuysu u Kaliforniji kao sin Joyce i Georgea Greena koji su bili "country-wesern" pjevači. Srednje ime Austin dobio jekako bi se razlikovao od drugog dječaka na "Screen Actor's Guild" akademiji kao dijete. 
Odrastao je u sjevernom Hollywoodu gdje je pohađao srednju školu "North Hollywood High School" a maturirao je u "Hamilton High School Academy of Music"

### Beverly Hills, 90210
1990. godine, sa samo 17 godina uočio ga je producent Aaron Spelling koji mu je ponudio ulogu u teen seriji "Beverly Hills, 90210". Dobio je ulogu najmlađeg člana popularnog društva iz "Beverly Hills High School".
Igrao je ulogu svojevrsnog "macho" muškarca koji je bio zaljubljen u sve lijepe djevojke u školi. Ulogom Davida, Green je ostvario i neke svoje želje kao repanje, bio je i DJ.
Na kraju serije njegov se lik oženio likom Donne Martin koju je glumila kćer Aarona Spellinga, Tori Spelling. U nastavku Beverlya "90210" spominje se kako Donna i David imaju dijete.

### Prije i nakonBeverly Hillsa
Prije nego što je dobio ulogu u Beverly Hillsu, Green je glumio dvije sezone u CBS-ovoj sapunici "Knots Landing" kao sin Abby Cunningham Ewing, Brian. Tu je ulogu ponovio 1997. u nastavku serije "Knots Landing: Back to the Cul-de-Sac".
1996. godine maknu je ime "Austin" kako bi se posvetio reperskoj karijeri. Izdao je hip-hop album "One Stop Carnival" koji nije dobio dobre kritike .
Igrao je ulogu u Lukea Bonnera u seriji "Resurrection Blvd." 2001. – 2002. 2005. dobio je ulogu u seriji "Freddy" uz Freddieja Prinzea Jra. koja je ukinuta 2006.
Pojavio se i u hororu "Grace". Trenutno ima ulogu u Dereka Reesea u seriji "Terminator: The Sarah Connor Chronicles".

## Privatni život
Hodao je s Tiffani Amber Thiessen početkom 90-tih. Nakon prekida s Tiffani, Green je upoznao Vanessu Marcil s kojom ima sina Kassiusa Lijaha. 2004. prohodao je s Megan Fox s kojom se zaručio 2006.

## Vanjske poveznice
- Brian Austin Green u internetskoj bazi filmova IMDb-u (engl.)